# Zwergohreulen
Die Zwergohreulen (Otus) sind eine Gattung der Eigentlichen Eulen (Strigidae). Diese enthält etwa 50 Arten, die in der Paläarktis, der Afrotropis, der Orientalis, in der indo-malaiischen Faunenregion und mit einer Art auch in der nördlichsten Australis vorkommen. Die größte Artenvielfalt besteht in der indomalaiischen Region, wo sich sehr viele Inselarten herausgebildet haben. Im südlichen Mitteleuropa lebt nur die namengebende Zwergohreule (Otus scops). Sie ist unter den Eigentlichen Eulen der einzige obligate Langstreckenzieher.

## Merkmale

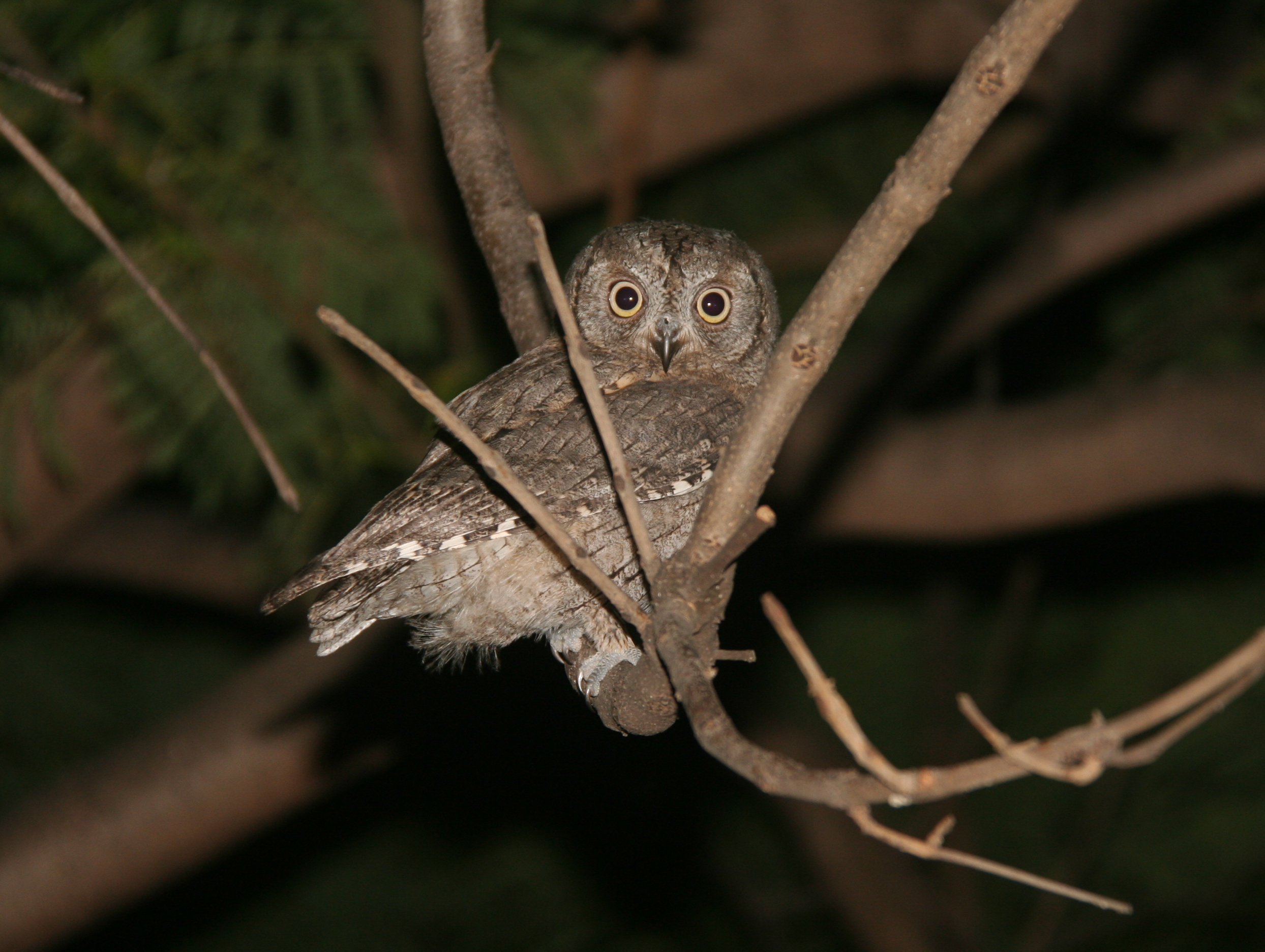
Zwergohreule (Otus scops)

Eulen der Gattung Otus sind kleine bis mittelgroße Vögel mit maximal 28 Zentimetern Körperlänge. Die kleinsten Arten wiegen um die 50 g, die schwersten etwas über 300 Gramm.
Sie sind unauffällig, meist rindenfarben graubraun oder braun gefärbt; die Bauchseite ist bei vielen Arten deutlich dunkel längsgestrichelt. Einige Arten zeigen unterschiedliche (meist rötlichbraune oder graubraune) Farbmorphen. Die bei allen Arten vorhandenen Federohren stehen weit auseinander; bei einigen Arten enden sie stumpf, sodass der Kopf ein gehörntes Aussehen erhält. Die Federohren sind je nach Art unterschiedlich lang und werden häufig angelegt, sodass einige Arten als ohrlos bezeichnet werden. Alle Zwergohreulen weisen einen Gesichtsschleier auf, dessen Randbegrenzung meist deutlich ist. Bei einigen Arten sind die Beine bis zu den Zehen befiedert, bei anderen hingegen weitgehend federlos.
Die meisten Zwergohreulen sind nachtaktive Jäger großer Fluginsekten. Wirbeltiere wie Mäuse, Spitzmäuse, Vögel, Reptilien und Amphibien werden seltener und nur von den größeren Arten regelmäßig erbeutet, spielen aber als Gelegenheitsbeute bei allen Arten eine gewisse Rolle. Einzelne Arten haben sich auf nächtlich jagende Geckos spezialisiert.
Die meisten Zwergohreulen sind Standvögel. Außer der Eurasischen Zwergohreule, bei der die meisten Populationen obligate Fernzieher sind, ziehen auch die nördlichen Populationen der Streifen-Zwergohreule (Otus brucei), der Japan-Zwergohreule (Otus semitorques) sowie jene der Orient-Zwergohreule (Otus sunia). Kleinräumige Wanderungen sowie vertikale Ausgleichsbewegungen werden aber auch von anderen Arten berichtet.
Soweit bekannt sind Zwergohreulen überwiegend Höhlenbrüter; sie nutzen Natur- oder Spechthöhlen als Nistgelegenheit. Bei wenigen Arten sind Bruten in Gebäuden sowie die Verwendung von Greifvogel- oder Krähennestern als Nistunterlage bekannt.

## Verbreitung

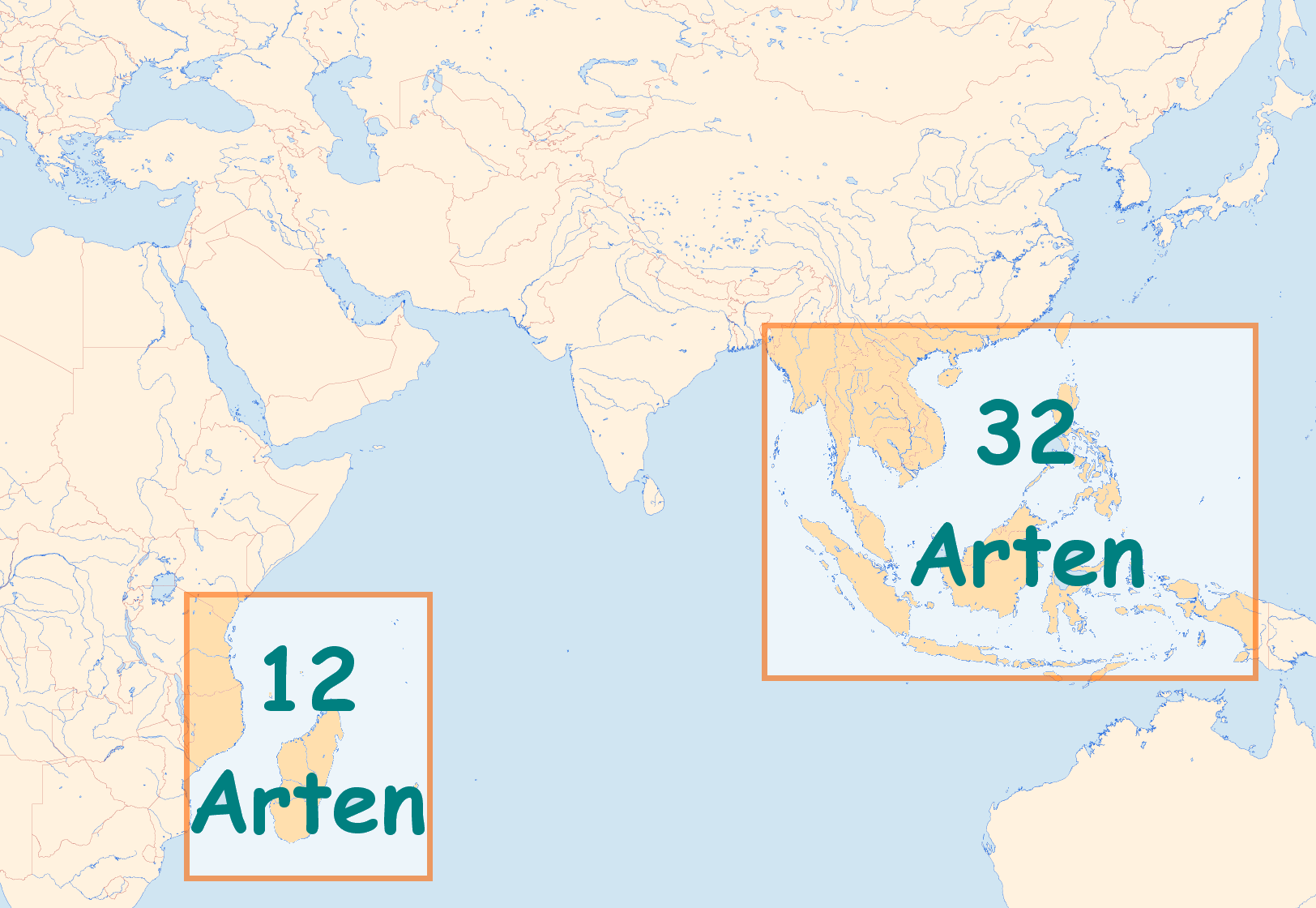
Regionen mit der größten Artenvielfalt
Mehr als 80 Prozent aller Arten von Zwergohreulen brüten in diesen Bereichen

Zwergohreulen sind in Afrika mit Ausnahme der Wüstengebiete und des Regenwaldgürtels, im südlichen Europa sowie in Zentral-, Süd- und Südostasien verbreitet. Die Gattung fehlt in Zentral- und Nordeuropa sowie weitgehend in der borealen Zone Asiens. Am weitesten nach Norden dringen die Eurasische Zwergohreule und die Orient-Zwergohreule vor, deren nördlichste Siedlungsräume am Südrand der Taiga, beziehungsweise in flussbegleitenden Gehölzen auf Sachalin liegen. In Nord- und Südamerika ist die Gattung Otus nicht vertreten, auch in Australien brüten keine Eulen der Gattung Otus.
Viele Arten sind in sehr kleinen Gebieten oder auf Inseln endemisch. Sehr große, zusammenhängende Areale werden von der Eurasischen Zwergohreule (Otus scops), der Orient-Zwergohreule (Otus sunia), der Streifen-Zwergohreule (Otus brucei), der Halsband-Zwergohreule (Otus lettia), der Indien-Zwergohreule (0tus bakkamoena) und der Afrika-Zwergohreule (Otus senegalensis) bewohnt.
Die Lebensräume der Zwergohreulen sind sehr vielfältig; locker baumbestandene Landschaftsstrukturen unterschiedlichster Art scheinen für die meisten Arten dieser Gattung jedoch am attraktivsten zu sein. Einige Arten bevorzugen trockene Habitate und dringen bis in die Randgebiete von Wüsten vor. Die ostasiatischen Zwergohreulen dagegen sind auch Bewohner tropischer Wälder. Aber auch diese meiden meist dichte Waldbestände und bevorzugen offene Waldregionen, Störzonen nach Holzeinschlag, Bränden oder Sturmereignissen, sowie die Randgebiete der Wälder. Auch flussbegleitende Gehölze werden von vielen tropischen Arten bevorzugt besiedelt. Häufig werden auch stark anthropogen gestaltete Landschaftsstrukturen wie Kautschuk- oder Obstplantagen, Friedhöfe oder große Parks als Lebensräume genutzt. Für einige Arten bilden auch die Kokospalmensäume entlang der tropischen Küsten geeignete Lebensräume.
Arten der Gattung Otus kommen sowohl in Tieflandgebieten als auch in montanen Regionen vor. So brütet zum Beispiel die Manado-Zwergohreule (Otus manadensis) in Parkanlagen und in den Randbereichen vieler Küstenstädte Sulawesis ebenso wie in den Bergnebelwäldern in Höhen von über 2500 Metern.

## Systematik
Nach herrschender Auffassung umfasst die Gattung Otus über 50 Arten. Bei einigen Inselarten des Sundaarchipels und der Komoren ist der Artstatus unklar.
Gemeinsam mit den Gattungen Megascops, Macabra, Pyrroglaux, Gymnoglaux, Psiloscops und Mimizuku bildet Otus innerhalb der Unterfamilie Striginae die Tribus Otini. Die monotypischen Gattungen Pyrroglaux, Gymnoglaux, Mimizuku sowie die beiden Arten der neuen Gattung Ptilopsis wurden erst kürzlich von Otus getrennt. Die Trennung der Gattung Mimizuku von Otus wurde 2011 durch eine genetische Studie revidiert und die Rotohreule 2012 von der International Ornithological Union in die Gattung Otus zurückgestellt. Auch die früher den Zwergohreulen zugeordneten Kreischeulen der Nearktis und Neotropis sind genetisch bereits weit von der Gattung Otus getrennt und werden in der Gattung Megascops zusammengefasst.
Die Ponderosa-Zwergohreule (Otus flammeolus), die nach Abtrennung von Megascops als der einzige nearktische Vertreter der Zwergohreulen gilt, ist nach neuesten DNA-Untersuchungen weder mit Otus noch mit Megascops sehr nahe verwandt. Für sie schlagen König & Weick den Gattungsnamen Psiloscops vor. Einige, in der geltenden Systematik als Unterarten der Indien-Zwergohreule (Otus bakkamoena) gelistete Taxa erhalten bei König & Weick Artstatus.
Aktuell werden die folgenden 60 Arten (inklusive von 3 ausgestorbenen) zur Gattung Otus gezählt:
- Flores-Zwergohreule (Otus alfredi)Indien-Zwergohreule
 (Otus bakkamoena)

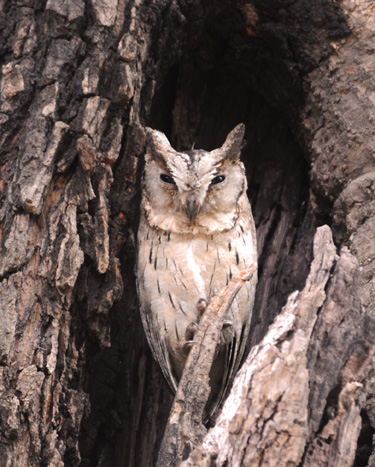
Indien-Zwergohreule
(Otus bakkamoena)

- Nikobaren-Zwergohreule (Otus alius)Ästling der Radscha-Zwergohreule (Otus brookii)

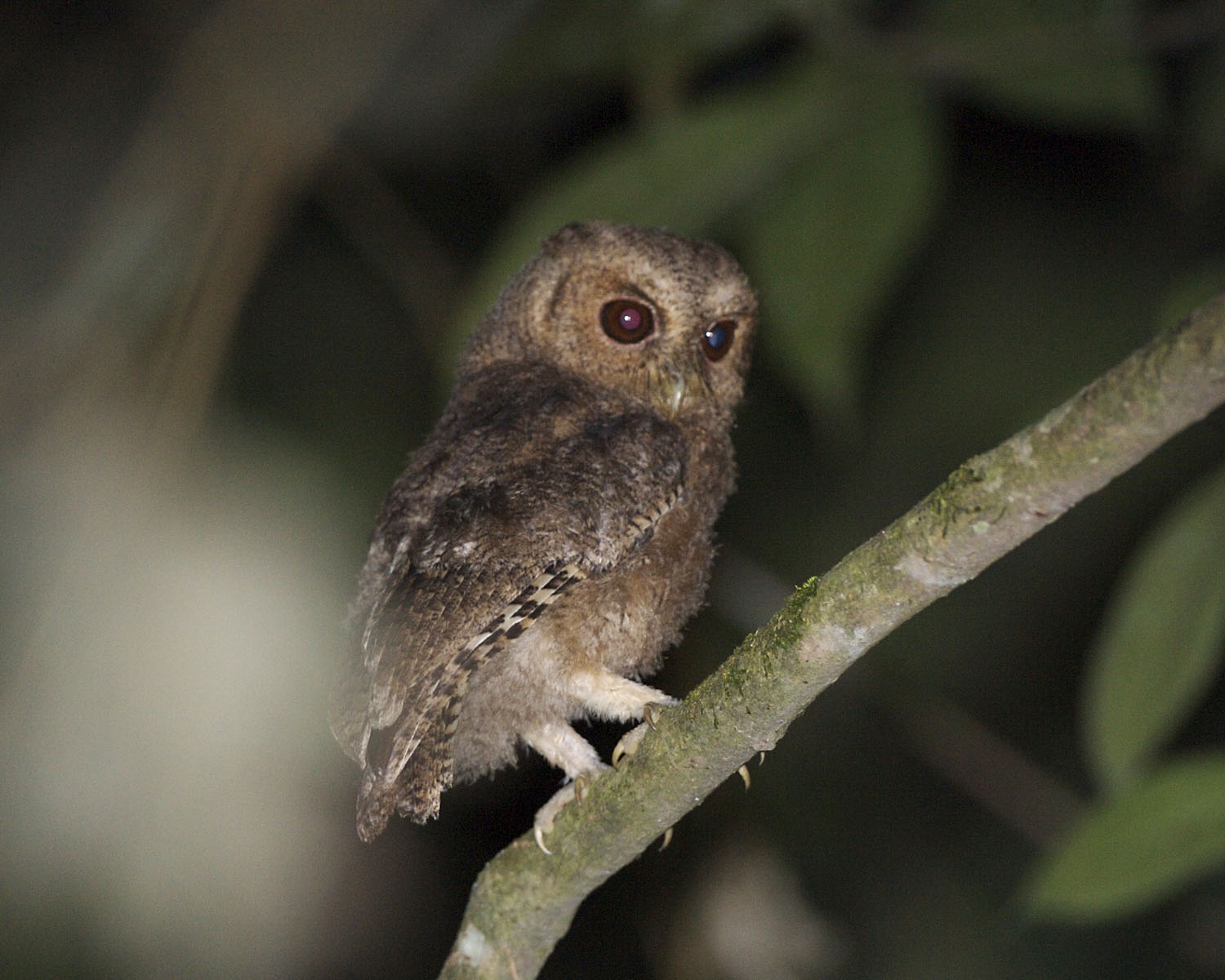
Ästling der Radscha-Zwergohreule (Otus brookii)

- Angelina-Zwergohreule (Otus angelinae)
- Indien-Zwergohreule (Otus bakkamoena)
- Andamanen-Zwergohreule (Otus balli)
- Biak-Zwergohreule (Otus beccarii)
- Príncipe-Zwergohreule (Otus bikegila)
- Raja-Zwergohreule (Otus brookii)
- Streifen-Zwergohreule (Otus brucei)
- Anjouan-Zwergohreule (Otus capnodes)
- Sangihe-Zwergohreule (Otus collari)Afrika-Zwergohreule (Otus senegalensis)

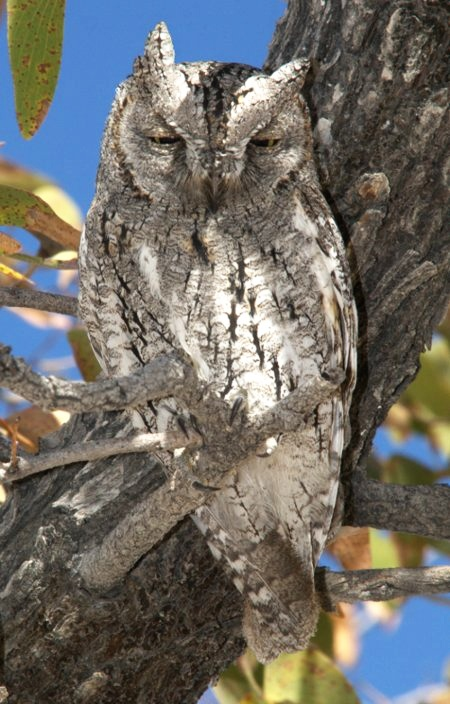
Afrika-Zwergohreule (Otus senegalensis)

- Zypern-Zwergohreule (Otus cyprius)
- Schmuck-Zwergohreule (Otus elegans)
- Enggano-Zwergohreule (Otus enganensis)
- Everett-Zwergohreule (Otus everetti)
- Annobón-Zwergohreule (Otus feae)
- Palawan-Zwergohreule (Otus fuliginosus)
- † Réunion-Eule (Otus grucheti)
- Rotohreule (Otus gurneyi)
- Hartlaub-Zwergohreule (Otus hartlaubi)
- Gelbschnabel-Zwergohreule (Otus icterorhynchus)
- Seychellen-Zwergohreule (Otus insularis)
- Sokoke-Zwergohreule (Otus ireneae)
- Lombok-Zwergohreule (Otus jolandae)
- Sunda-Zwergohreule (Otus lempiji)
- Halsband-Zwergohreule (Otus lettia)
- Luzon-Zwergohreule (Otus longicornis)
- Torotoroka-Zwergohreule (Otus madagascariensis)
- Molukken-Zwergohreule (Otus magicus)
- Manado-Zwergohreule (Otus manadensis)
- Mantanani-Zwergohreule (Otus mantananensis)
- Mayotte-Zwergohreule (Otus mayottensis)
- Philippinen-Zwergohreule (Otus megalotis)
- Banggai-Zwergohreule (Otus mendeni)
- Mentawi-Zwergohreule (Otus mentawi)
- Mindoro-Zwergohreule (Otus mindorensis)
- Mindanao-Zwergohreule (Otus mirus)
- Mohéli-Zwergohreule (Otus moheliensis)
- † Rodrigues-Eule (Otus murivorus)
- Negros-Zwergohreule (Otus nigrorum)
- Arabien-Zwergohreule (Otus pamelae)
- Komoren-Zwergohreule (Otus pauliani)
- Pemba-Zwergohreule (Otus pembaensis)
- Rötel-Zwergohreule (Otus rufescens)
- Madagaskar-Zwergohreule (Otus rutilus)
- Weißstirn-Zwergohreule (Otus sagittatus)
- † Mauritius-Eule (Otus sauzieri)
- Zwergohreule (Otus scops)
- Japan-Zwergohreule (Otus semitorques)
- Afrika-Zwergohreule (Otus senegalensis)
- Siau-Zwergohreule (Otus siaoensis)
- Wallace-Zwergohreule (Otus silvicola)
- Sokotra-Zwergohreule (Otus socotranus)
- Fuchs-Zwergohreule, Fuchseule (Otus spilocephalus)
- Sula-Zwergohreule (Otus sulaensis)
- Orient-Zwergohreule (Otus sunia)
- Wetar-Zwergohreule (Otus tempestatis)
- Ceylon-Zwergohreule (Otus thilohoffmanni)
- Simalur-Zwergohreule (Otus umbra)
- (Singapur-Zwergohreule (Otus cnephaeus) – aufgrund stimmlicher Unterschiede als selbstständige Art abgetrennt, aber weiterhin als Unterart der Sunda-Zwergohreule geführt)[9]
- (Ponderosa-Zwergohreule- (Otus flammeolus) – bei König & Weick bildet sie die monotypische Gattung Psiloscops)
- (Kalidupa-Zwergohreule (Otus kalidupae) – Artrang vorgeschlagen, wird aber weiterhin als Unterart der Manado-Zwergohreule geführt)[10]

## Bestandsverhältnisse und Gefährdung
Die Bestandsverhältnisse vieler Arten dieser Gattung sind sehr schwer zu beurteilen. Die Mehrzahl der Arten bewohnt kleine Gebiete oder Inseln und kommt dementsprechend nur in geringer Individuenzahl vor, sodass bei manchen trotz zurzeit stabiler Bestandsverhältnisse ein erhöhtes Bedrohungspotential besteht. Die wachsende Bevölkerung engt den Lebensraum der Arten ein, zusätzlich sind vor allem die ostasiatischen Zwergohreulen und jene der Komoren durch den vielerorts völlig unkontrolliert fortschreitenden Holzeinschlag sowie durch die Umwandlung von Primärwäldern in Plantagen bedroht. Über sehr viele dieser Arten ist sehr wenig bekannt; insbesondere fehlen für viele der möglicherweise bedrohten Arten verlässliche Angaben zur Brutbiologie und Ernährungsweise fast völlig, sodass auch die Grundlagen wirkungsvoller Schutzmaßnahmen kaum bestehen.
Von den bei BirdLife International gelisteten 54 Arten sind 24 in keiner Gefährdungsstufe. 13 Arten befinden sich auf der Vorwarnliste (near threatened) und 17 Arten werden in den Gefährdungsstufen gelistet, davon 3 als „vom Aussterben bedroht“ (critically endangered).
Vom Aussterben bedroht sind nach BirdLife International folgende Arten:
- Annobón-Zwergohreule
- Seychellen-Zwergohreule
- Siau-Zwergohreule (Otus siaoensis): Diese Art ist nur von einem Balg bekannt. Es bestehen keine Lebendbelege. Auf Siau, einer kleinen Vulkaninsel nördlich von Sulawesi, schreitet die Entwaldung sehr rasch fort, sodass die möglichen Lebensräume dieser Eule hochgradig gestört sind und in ihrer Ausdehnung rapide abnehmen. Wenn die Siau-Zwergohreule nicht bereits ausgestorben ist, ist sie zumindest sehr selten.[11]